# Heinrich Christoph Bonhorst
Heinrich Christoph Bonhorst (auch: Heinrich Christoph Bohnhorst und Heinrich Christian Bonhorst * 1683 in Clausthal; † oder bestattet 8. April 1725 oder 17. Mai 1725 ebenda) war ein deutscher Münzmeister, Münzdirektor und Medailleur.

## Leben
Heinrich Christoph Bonhorst war ein Sohn des Münzmeisters und Münzdirektors der Clausthaler Münze Heinrich Bonhorst. Nach einem Bittgesuch des Vaters am  27. April 1701 an Georg Ludwig, Kurfürst von Hannover, konnte Heinrich Christoph Bonhorst ab dem 27. Juli 1702 zunächst als Adjunkt seines Vaters an der Münze in Clausthal tätig werden. Am 27. Juli 1707 erfolgte durch den Kurfürsten die Bestallung Bonhorsts zum wirklichen Adjuncten inklusive der Anwartschaft auf den Posten als Münzmeister. Er wirkte nun auch als Vize-Münzdirektor.
Nach dem gewaltsamen Tod seines Vaters im Oktober 1711 konnte Heinrich Christoph Bonhorst am 26. April 1712 endgültig als Clausthaler Münzdirektor tätig werden. Kurz darauf wurde das ererbte Lehn- und Rittergut Günthersleben durch den Fürsten Christian Wilhelm zu Schwarzburg erneut verliehen: Heinrich Christoph Bonhorst erhielt demnach zwei Drittel des Gutes, sein jüngerer Bruder Christian Friedrich ein Drittel. Später wurden weitere Lehnsbriefe ausgestellt, und nach Heinrich Christophs Tod 1725 wurde sein Sohn, der Amtskammerrat Johann August Bonhorst (1729 Drost in Königslutter), Inhaber des Ritterguts.
Bonhorst wirkte ungefähr ein Jahrzehnt lang als Münzdirektor. Seine Prägungen tragen teilweise das Monogramm HC–B oder B, ähnlich wie das seines Vaters.
Bald jedoch klagte der Bonhorst über Unwohlsein, von Husten war die Rede. Unklar ist, ob er nach Ausbruch seiner Erkrankung seinen Dienst jemals wieder vollständig ausfüllen konnte. Zumindest konnte festgestellt werden, dass er in seinen letzten Jahren ab und an eine Amtshandlung vornahm.
Bonhorst starb 1725, kurz nach der Vernichtung des Münzgebäudes durch einen Stadtbrand am 26. März 1725. Sein Nachfolger wurde Christian Philipp Spangenberg.